# District de Chemnitz
Cet article concerne le district en RFA entre 1990 et 2012. Pour le district de la RDA, appelait le même entre 1952 et 1953, ainsi qu'en 1990, voir District de Karl-Marx-Stadt.
Le district de Chemnitz (en allemand Direktionsbezirk Chemnitz) était une des trois circonscriptions allemandes (Direktionsbezirke, autrefois Regierungsbezirke) du land de Saxe.
Son chef-lieu était Chemnitz.

## Situation géographique
Le district était limitrophe de la Thuringe (à l'ouest), du district de Leipzig (au nord) et du district de Dresde (à l'est), et, au sud, de la République tchèque (Karlovarský kraj).
Le district était situé au sud-ouest de la Saxe.
Paysages : monts Métallifères, Vogtland
Cours d'eau : Zwickauer Mulde, Zschopau, Freiberger Mulde, Elster Blanc, Weißeritz

## Histoire
Le district, appelé le Regierungsbezirk Chemnitz, est créé le 1er janvier 1991 par décision du gouvernement saxon du 27 novembre 1990, en comprenant largement le territoire du district de Chemnitz de la RDA (appelé District de Karl-Marx-Stadt entre 1953 et 1990). Il est renommé Direktionsbezirk Chemnitz le 1er aout 2008. Il est dissous le 1er mars 2012 et intégré à la Landesdirektion Sachsen.

## Administration territoriale
Depuis la réforme des arrondissements de Saxe de 2008, le district comprenait 4 arrondissements et une ville-arrondissement.

### Arrondissements
1. Arrondissement de Saxe centrale (Mittelsachsen) (chef-lieu Freiberg)
2. Arrondissement des Monts-Métallifères (Erzgebirgskreis) (chef-lieu Annaberg-Buchholz)
3. Arrondissement de Zwickau (chef-lieu Zwickau)
4. Arrondissement du Vogtland (chef-lieu Plauen)

### Ville-arrondissement
1. Chemnitz